# 香取神社 (幸手市大字中川崎)
香取神社（かとりじんじゃ）は、埼玉県幸手市大字中川崎61（桜田地区）に所在する神社である。

## 概要
この香取神社はかつての桜田村の村社の一つであった。祭礼は正月・春・夏・秋に行われている。このうち、夏まつりでは神輿が出されるが、かつては山車の引き回しも催されていた。また、昭和初期に現在の本殿は修繕されているが、1990年（平成2年）から1991年（平成3年）にかけても修復が行われている。本殿の土台の石には「文化十二丁亥年（1815年）」と彫られ、記されている。
境内施設として本殿、鳥居、案内板、手水舎、狛犬一対（昭和15年（1940年）12月20日奉納）、灯籠（2基）、境内社（稲荷社、鳥居あり）、青面金剛、「天満宮」と彫られた石碑（鳥居あり）、「伊勢参宮記念」と彫られた石碑、「十九夜」と彫られた石碑（天保12年（1841年）2月吉日）、「念佛供養」と彫られた石碑、「普門品供養塔」と彫られた石碑、オリエンテーリングのチェックポイント、倉庫、水道、防災行政無線、ブランコ、鉄棒、滑り台、防火水槽、イチョウの木、杉の木、アオキ、桜の木などである。